# Население Мельбурна

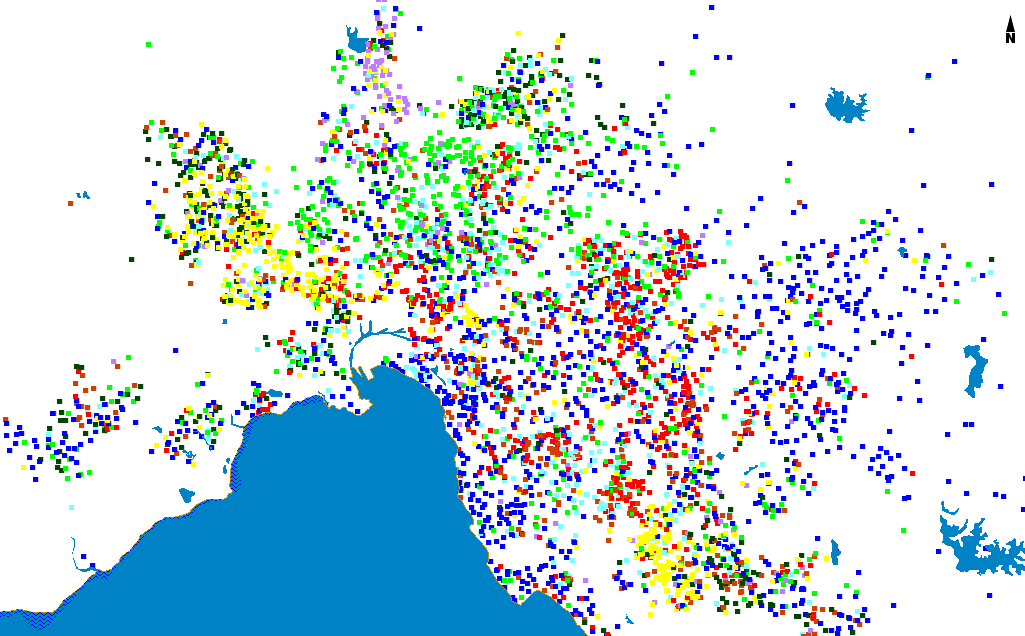
Демографическая карта Мельбурна. Каждая точка указывает на 100 человек, родившихся в Великобритании (темно-синий), Греции (светло-голубой), материковом Китае (красный), Индии (коричневый), Вьетнаме (желтый), Турции (фиолетовый), Италии (светло-зеленый) и Югославии (темно-зеленый). Составлено по данным переписи населения 2006 года

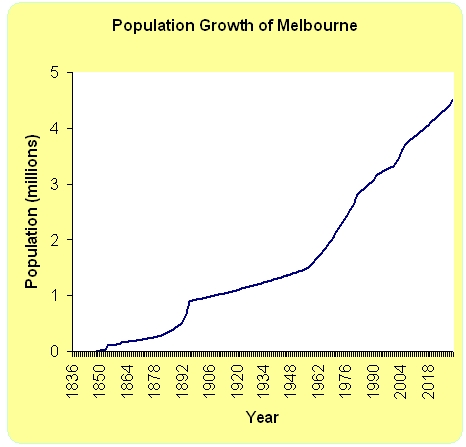
График текущего и прогнозируемого прироста населения в Мельбурне

Мельбурн — это второй по величине город в Австралии. У него разнообразное и многонациональное население.
Мельбурн доминирует в росте населения Австралии, прибавив 77000 человек в период 2011—2012 гг. Ожидается, что до 2040 года население Мельбурна перегонит население Сиднея. В Мельбурне в настоящее время проживает более 4350000 человек.
Почти четверть населения штата Виктория родилась за границей, поэтому город является домом для жителей из 180 стран, которые говорят на 233 языках и диалектах и исповедуют 116 религиозных конфессий. Мельбурн занимает второе место в Австралии по величине азиатского населения. Здесь проживают крупнейшие общины из Индии и Шри-Ланки.
До европейского заселения в Мельбурне проживали коренные австралийцы — племена Бунуронг, Вурунджери и Ватхорнг. Город до сих пор является центром жизни аборигенов. Его коренное население состоит из местных племен, а также племен из других частей Австралии, которые были перемещены сюда со своих земель в период колонизации.